# Aldo Castellani
Aldo Castellani (ur. 8 września 1874 we Florencji, zm. 3 października 1971 w Lizbonie) – włoski lekarz.
W 1899 r. ukończył studia medyczne we Florencji. Przez pewien czas pracował w Bonn, a w 1901 r. wstąpił do Szkoły Higieny i Medycyny Tropikalnej w Londynie. Potem udał się do Entebbe w Ugandzie. Tutaj odkrył przyczynę i sposób przenoszenia śpiączki i dokonał wielu odkryć z zakresu bakteriologii i chorób pasożytniczych skóry. W 1903 r. został mianowany bakteriologiem przy rządzie Cejlonu w centralnym laboratorium w Kolombo, gdzie kontynuował badania w dziedzinie mykologii i bakteriologii, opisując m.in. kilka nowych gatunków pałeczek jelitowych. Wynalazł test absorpcyjny do serologicznej identyfikacji blisko spokrewnionych organizmów. W 1915 r. wyjechał z Cejlonu do Neapolu, gdzie objął katedrę medycyny. Był zaangażowany w czasie I wojny światowej w Serbii i Macedonii jako członek Międzysojuszniczej Komisji Sanitarnej. W 1919 Castellani wyjechał do Londynu jako konsultant w Ministerstwie Emerytur. Został wykładowcą mykologii i chorób grzybiczych w Londyńskiej Szkole Higieny i Medycyny Tropikalnej i założył praktykę konsultingową na Harley Street. W 1928 r. otrzymał tytuł szlachecki. Entuzjazm Castellaniego dla królewskich i wybitnych pacjentów, takich jak Benito Mussolini położył się cieniem na jego reputacji, tym bardziej że podczas II wojny światowej poparł Włochy przeciwko aliantom, stając się szefem służby medycznej armii włoskiej.
Castellani w 1959 r. założył Międzynarodowe Towarzystwo Dermatologiczne i był jego prezesem od 1960 do 1964 r. Był także profesorem medycyny tropikalnej na Uniwersytecie Stanu Luizjana, a także na Uniwersytecie Królewskim w Rzymie. Podążył za królową Włoch Marią José na wygnanie do Portugalii i tu zmarł jako profesor w Instytucie Medycyny Tropikalnej w Lizbonie. Wynaleziony przez niego barwnik Castellaniego jest nadal sporadycznie stosowany do leczenia infekcji grzybiczych skóry.
W nazwach naukowych opisanych przez niego taksonów dodawane jest skrót jego nazwiska Castell.